# Bolliger & Mabillard

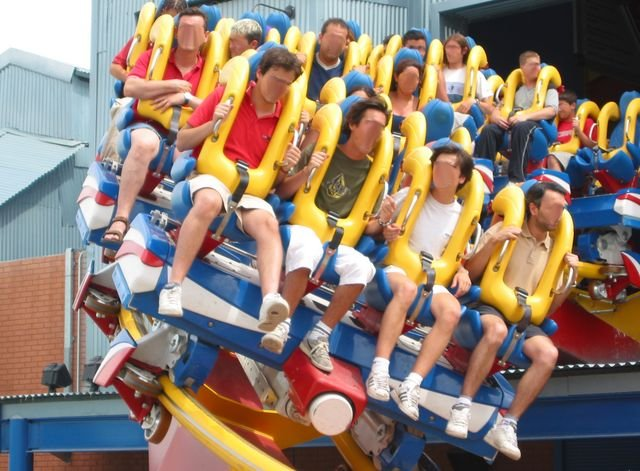
Superman la Atracción de Acero nel parco Movie World, Madrid, è un ottovolante B&M

Bolliger & Mabillard Consulting Engineers, Inc. (conosciuta anche come B&M) è una ditta costruttrice di montagne russe in acciaio, con sede legale a Monthey, Svizzera.

## Storia
La compagnia venne fondata nel 1988 dagli ingegneri Walter Bolliger e Claude Mabillard che, prima dipendenti della ditta Intamin, si misero in proprio fondando la B&M. Nel 1970 Walter Bolliger e Claude Mabillard iniziarono a lavorare per la Giovanola, una società di produzione fornitrice per Intamin. In Giovanola hanno contribuito al progetto del primo ottovolante stand-up della società, lo Shockwave situato a Six Flags Magic Mountain. Hanno lavorato anche su altri progetti, come la Z-Force al Six Flags Great America. Giovanola ha comunque continuato ad usare le piste da loro progettate e il design anche dopo che i due ingegneri hanno lasciato l'azienda, difatti le montagne russe della società (il Titan al Six Flags Over Texas e il Golia a Six Flags Magic Mountain) hanno un circuito nello stile B&M.
Nel 1987, a causa di un cambio di gestione della Giovanola, Bolliger & Mabillard decisero di interrompere la collaborazione. In quel periodo la B&M impiegava quattro persone: due disegnatori e gli stessi Bolliger e Mabillard. Quando venne creata la B&M i due ingegneri decisero di non realizzare più attrazioni per il divertimento. Tuttavia, Six Flags contattò la nuova società e commissionò loro un ottovolante. La B&M accettò l'offerta assumendo due disegnatori, ma avevano il problema di come e dove produrre le parti per il tracciato delle montagne russe. Conoscendo il lavoro svolto dalla Clermont Steel Fabricators sul Vortex a Kings Island e su Shockwave a Six Flags Great America, Walter Bolliger propose all'azienda la produzione del tracciato.
Clermont Steel Fabricators accettò e, almeno fino al 2012, produsse tutte le parti del tracciato delle montagne russe. Anche la società italiana Gipponi produsse componenti per le attrazioni B&M.
Una volta individuata la società di costruzione, B&M costruisce nel 1990 al Six Flag Great America il suo primo roller coaster stand-up. Due anni più tardi, Bolliger & Mabillard costruisce un altro progetto per il Six Flags Great America, Batman, The Ride, il primo inverted coaster al mondo, che li ha condotti alla ribalta nel settore. Bolliger & Mabillard hanno anche sviluppato due ottovolanti di nuova concezione, il Floorless coaster ed il Dive coaster. L'azienda inoltre ha inoltre costruito il suo primo launched coaster chiamato Incredibile Hulk, situato all'Universal's Islands of Adventure. Anche se L'Incredibile Hulk utilizza un sistema di lancio, B&M lo classifica come Sitting coaster.
Successivamente, nel 2002 dopo la Vekoma, anche la B&M propone il proprio modello di Flying coaster. Nel 2010 svelano a Gardaland, e in anteprima, il prototipo del Wing Coaster Raptor ufficialmente disponibile nel 2011. Il Raptor è dotato di due posti su ogni lato della vettura, e questo dà al pubblico la sensazione che si stia veramente volando sulle ali di una creatura alata. Attualmente ve ne sono solo cinque in funzione.
Nel 2012 la B&M costruisce il Leviathan presso il Canada's Wonderland. Nel 2010, la B&M impiega dodici ingegneri e quattordici disegnatori. Presso Six Flags Magic Mountain costruisce anche i treni per il Psyclone, una montagna russa di legno ormai demolita. I treni sono attualmente utilizzati sul Colossus Wooden Roller Coaster e utilizzati solo nel mese di ottobre.
Nel 2013, la B&M ha fornito nuovi treni per lo Steel Dragon 2000, costruito dalla DH Morgan e prodotto nel 2000. Nel 2015, la B&M costruisce “Fury 325”, il roller coaster più alto, più veloce e più lungo tra quelli costruiti dalla ditta. A partire dal 2012, la Bolliger & Mabillard ha al suo attivo 85 roller coaster operativi in tutto il mondo, di cui ventidue sono elencati nel Amusement Today Golden Ticket Awards Top 50 Steel Coasters List for 2012, e cinque sono nella Top 10. L'azienda ha costruito più montagne russe di qualsiasi altro produttore.
Attualmente ha all'attivo più di 70 roller coaster realizzati in tutto il mondo. Ricche di una serie di accorgimenti tecnici che le rendono anche le più costose, le montagne russe B&M sono immediatamente riconoscibili sia per i 4 posti per fila dei treni, che per la pre-drop, un breve tratto del percorso pressoché pianeggiante subito dopo la salita iniziale che introduce poi alla ripida discesa; questa caratteristica consente di ridurre notevolmente la tensione nella catena di traino della salita iniziale.
Particolare significativo è il fatto che la ditta non produce modelli in serie (come la Vekoma), questo vuol dire che ogni nuova realizzazione ha bisogno di un proprio progetto esecutivo strutturale.

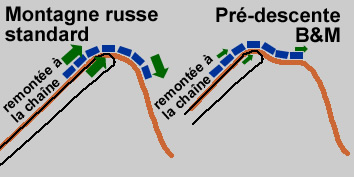
Diagramma comparativo di una salita standard e la salita B&M con "pre-drop".

## Lift hills
Molte montagne russe B&M presentano un elemento noto come "pre-drop", una discesa breve dopo la cima del lift hill e prima dell'inizio della prima discesa, progettato per ridurre la tensione sulla catena di sollevamento. La sezione piatta tra la pre-drop e la prima discesa serve come una mensola per sostenere il peso del treno, riducendo le sollecitazioni correlate sulla catena. Sulla maggior parte delle montagne russe senza pre-drop, il peso del treno tende a tirare la catena di sollevamento quando inizia la sua discesa perché la seconda metà del treno è ancora sostenuta dalla catena. I Pre-drop non sono stati utilizzati sui Dive Coaster, Flying Coaster o su Hyper Coaster costruiti dopo il 1999. Recentemente, il pre-drop è utilizzato solo su montagne russe con discese curve, mentre per montagne russe con discese dritte – come Hydra the Revenge al Dorney Park & Wildwater Kingdom, Banshee a Kings Island e Goliath a Six Flags Over Georgia – non hanno un pre-drop. OzIris a Parc Astérix è stato il primo inverte coaster B&M che non dispone di un pre-drop.

## Treni
La maggior parte dei treni B&M sono composti da 4 posti a sedere. Ogni treno ha 4 posti, mentre la lunghezza del treno può variare in base al coaster. Tutti i modelli di montagne russe della società, ad eccezione del Dive Coaster e Wing Coaster, usano questa configurazione. Il Dive Coaster utilizza sei, otto o dieci posti a sedere, con due o tre file di sedili. Per esempio Griffon a Busch Gardens Williamsburg utilizza dieci posti su tre file, mentre Krake a Heide Park utilizza sei posti a sedere in tre file. In recenti progetti di hyper coaster, B&M ha utilizzato un nuovo design del treno che ha due file di due posti; i due sedili posteriori della macchina sono spinti fuori dalla linea centrale in modo che i quattro posti formino una formazione a V. Questa formazione è stato utilizzato solo su Behemoth al Canada Wonderland Diamondback a Kings Island, Intimidator a Carowinds e Shambhala: Expedición al Himalaya a PortAventura Park. Nel 2013, B&M ha introdotto un nuovo design del treno che ha due file di due sedili, tuttavia non sono in una formazione V. Tutti gli hyper coasters usano un tipo di restrizione chiamato T-bar; questo tipo di restrizione in generale non utilizza la cintura di sicurezza, ma le cinture di sicurezza sono state aggiunte alla Behemoth al Canada Wonderland Diamondback a Kings Island e Intimidator a Carowinds, che hanno tutti i posti a sedere in stile stadio.
Il parco europeo con il maggior numero di montagne russe B&M è Alton Towers in Inghilterra con Nemesis, il primo inverted coaster costruito in Europa nel 1994, Oblivion, la prima diving machine al mondo, del 1998, e Galactica, il primo flying coaster in Europa, del 2002.

## Tracciato
Una caratteristica delle montagne russe B&M sta nell'innovativo tracciato (denominato box-section track).

## Freni

### Freni ad attrito
Quando B&M fu fondata, il Freno magnetico lineare era ancora da sviluppare; all'epoca il sistema frenante principale era composto da freni ad attrito. Sul treno le pastiglie dei freni sono montate sotto i posti a sedere; mentre sui freni pastiglie simili sono collegate ai supporti in acciaio. Quando le pastiglie sul treno entrano in contatto con i freni si viene a creare un attrito che rallenta il treno. Cominciando con Kumba nel 1993, i freni ad attrito sono stati utilizzati anche come freni di assetto che regolano la velocità del treno mentre esso è ancora lungo il percorso.

### Freni magnetici
I freni magnetici sono stati introdotti su Nitro al Six Flags Great Adventure nel 2001. I freni magnetici rallentano i treni molto più velocemente rispetto ai freni ad attrito; molte montagne russe B&M costruite dopo il 2001 hanno almeno un set di freni magnetici.

### Water brakes
I freni ad acqua sono stati introdotti sul SheiKra al Busch Gardens Tampa nel 2005. Quando il treno viene a contatto con l'acqua circostante esso rallenta e l'acqua è spruzzata in aria per diversi metri.

## Modelli Prodotti
| Tipologia         | Descrizione | Esempio                                               |
| ----------------- | --- | ----------------------------------------------------- |
| Sitting coaster   | Le classiche montagne russe con loop e avvitamenti. | Dragon Khan a PortAventura Park                       |
| Diving Machine    | Discesa prossima ai 90 gradi: il carrello sale in quota, affronta un tratto orizzontale e poi si ferma alcuni istanti proprio all'inizio della discesa, aumentando notevolmente la suspense negli ospiti; poi il carrello viene lasciato e quindi cade pressoché in verticale; molto spesso dopo la discesa il percorso entra in una galleria sotterranea. | Oblivion ad Alton Towers                              |
| Floorless coaster | Montagne russe convenzionali ma con treno senza pavimento: gli ospiti vedono scorrere i binari direttamente sotto i propri piedi. | Superman/la Atracción de Acero a Parque Warner Madrid |
| Inverted coaster  | Tipologia di montagna russa dove i carrelli che trasportano i passeggeri scorrono appesi ai binari, pendendo da questi. Il passeggero quindi rimane con i piedi sospesi nel vuoto e con le rotaie del percorso che corrono sopra la testa. | Katun a Mirabilandia                                  |
| Flying coaster    | Evoluzione dell'inverted coaster: nella stazione di carico e scarico dei passeggeri, i sedili del treno prima di partire ruotano all'indietro di 90 gradi portando gli ospiti con le schiene parallele alle rotaie. In questo modo tutti i passeggeri godono di un'ottima visuale ed hanno la sensazione di volare. Adottando questa configurazione, è stato possibile realizzare tracciati più semplici ma ugualmente impressionanti per l'anomalo punto di vista (e posizione) dei passeggeri. | Tatsu a Six Flags Magic Mountain                      |
| Hyper coaster     | Montagne russe generalmente senza inversioni ma che hanno la particolarità di avere la salita iniziale superiore ai 70 metri. Si caratterizzano per le altissime salite e discese e le ampie curvature. I treni B&M per questo tipo di montagne russe, inoltre, si caratterizzano per bloccare i passeggeri solo in corrispondenza del bacino aumentando quindi in questi la sensazione di libertà durante la corsa.                                                                             | Silver Star a Europa Park                             |
| Stand-Up coaster  | Montagne russe in cui i passeggeri viaggiano in piedi. | Riddler's Revenge a Six Flags Magic Mountain          |
| Wing coaster      | Recentissima nuova tipologia di montagne russe che prevede due coppie di sedili ai lati dei binari. Il primo impianto viene inaugurato a Gardaland il 1º aprile 2011: con un'altezza di 33 metri, un tracciato piuttosto compatto che prevede 3 inversioni, raggiunge comunque una velocità di 90 km/h regalando una breve ma intensa esperienza. | Raptor a Gardaland                                    |